# He Has Left Us Alone but Shafts of Light Sometimes Grace the Corner of Our Rooms...
He Has Left Us Alone but Shafts of Light Sometimes Grace the Corner of Our Rooms... è l'album di debutto del gruppo musicale Thee Silver Mt. Zion Memorial Orchestra, pubblicato nel 2000 con il nome di A Silver Mt. Zion per l'etichetta canadese Constellation Records.

## Tracce

### Edizione in vinile

#### Lato A
- Lonely as the Sound of Lying on the Ground of an Airplane Going Down - 23:16

#### Lato B
- The World Is SickSICK; (So Kiss Me Quick)!" - 23:52

### Edizione in CD
1. Broken Chords Can Sing a Little - 8:40
2. Sit in the Middle of Three Galloping Dogs - 5:08
3. Stumble Then Rise on Some Awkward Morning - 6:05
4. Movie (Never Made) - 3:23
5. 13 Angels Standing Guard 'round the Side of Your Bed - 7:22
6. Long March Rocket or Doomed Airliner - 0:05
7. Blown-Out Joy from Heaven's Mercied Hole - 9:47
8. For Wanda - 6:38